# النخلة (ولاية الوادي)
بلدية النخلة هي بلدية من بلديات ولاية الوادي بـالجمهورية الجزائرية الديمقراطية الشعبية، سميت بهذا الاسم نسبة إلى شجرة النخلة، يقال أن شخصا غرس نخلة ولم يستطع المزيد نظرا لصعوبة المنطقة، فأصبحت تلك النخلة معلما للمكان ومحطة لراحة المسافرين إلى أن تكاثر حولها السكان فعرفت بهذا الاسم.

## تاريخ وموقع البلدية
صنفت النخلة كبلدية سنة 1958، وبعد استقلال الجزائر قلص عدد البلديات وضمت بلدية النخلة إلى بلدية الرباح في 01 جويلية 1963، وبعد التقسيم الإداري لسنة 1984 صنفت النخلة كبلدية من جديد.
تقع بلدية النخلة في الجنوب الشرقي لـ ولاية الوادي، يحدها من الشمال بلدية البياضة وجنوبا بلدية العقلة وشرقا بلدية دوار الماء وغربا بلدية الرباح.
تبلغ مساحة بلدية النخلة 700 كلم مربع معظمها مغطاة بالكثبان الرملية.
تتكون بلدية النخلة من النخلة مقر البلدية (105 هكتار) وحي الخبنة (53.5 هكتار) وحي النخلة الغربية (19.2 هكتار) وحي النصر والبدر وحي لبايتة وحي السعادين.
يبلغ عدد سكان بلدية النخلة حوالي 13000 نسمة.

## مساهمة بلدية النخلة في الثورة التحريرية
منذ وطئت أقدام المحتل الفرنسي أرض الجزائر سنة 1830 والمقاومة لم تتوقف ضده في المدن والقرى والمداشر والأحياء وبشتى الوسائل وبمشاركة مختلف الشرائح الاجتماعية، أما وصوله أرض وادي سوف فكان سنة 1882 ونصب إدارته سنة 1887 بالوادي ووضع منطقة الصحراء تحت الحكم العسكري المباشر كما فرض التجنيد الإجباري على شباب المنطقة ابتداء من سنة 1912، فكان رد فعل المواطنين ثورة عارمة سميت الانتفاضة الشعبية بوادي سوف أو(هدّة عميش الأولى) بتاريخ 15 نوفمبر 1918م، والتي قادها الشيخ الهاشمي الشريف لمواجهة تسلط المستعمر والقياد ورفض الضرائب التي أرهقت السكان.
وقد كان سكان بلدية النخلة من الأوائل وفي الصفوف الأولى باعتبار بلدية النخلة من قرى عميش، ثم جاءالانفجار الشعبي الثاني فيما عرف (الانتفاضة الشعبية بسوف وتسمى أيضا هدّة عميش الثانية) التي قادها الشيخ عبد العزيز الشريف نجل الشيخ الهاشمي الشريف وكان من أبرز مطالبها رفع التضييق على التعليم بالمدارس الحرة والزوايا، وقد دامت هذه الانتفاضة لمدة ستة أيام، وانتهت يوم 18 أفريل 1938 باعتقال الشيخ عبد العزيز الشريف رفقة الشيخ عبد القادر الياجوري والشيخ علي بن سعد القماري والشيخ عبد الكامل النجعي، وسجنهم بسجن الكدية بـ قسنطينة.
وبعد أحداث الثامن ماي 1945 حين خرج الجزائريون مطالبين بالاستقلال كما وعدت فرنسا بذلك بعد انتهاء الحرب العالمية الثانية، والتي شهدت مجازر بشعة خاصة في سطيف وقالمة وخراطة ومجموع القطر الجزائري، وصل عدد الضحايا فيها 45000 شهيد، اقتنع الجميع أنه لا مجال للمقاومة السياسية مع عدو لا يعرف إلا السلاح والتقتيل، فبدأ الوطنيون الأحرار بالتحضير للثورة المسلحة ابتداء من سنة 1947 حين أنشئت المنظمة السرية التي أشرف عليها المناضل الشاب محمد بلوزداد واختيرت منطقة الوادي لجلب السلاح بالتنسيق مع المناضل محمد بلحاج فكانت بلدية النخلة سباقة لاحتضان هذا المناضل الذي كان يجتمع بشباب المنطقة في غيطان النخيل سرا للتعبئة والتجنيد وجمع الدعم المالي لانطلاق الثورة.
وفي الفاتح من نوفمبر 1954 حين اندلعت الثورة التحريرية المسلحة قدمت بلدية النخلة رغم صغرها وعدد سكانها القليل آنذاك أكثر من 50 مجاهدا حملوا السلاح والتحقوا بالجبال، هذا فضلا على التنظيم المدني لجبهة التحرير الوطني وهو تنظيم يعمل على التمويل الشعبي للثورة من مجندين وأموال وخدمات لأسر المجاهدين والشهداء ونحو ذلك، حيث كان يقوده ببلدية النخلة مجموعة من الشباب الواعي وتحت إشراف بعض الشيوخ أمثال الشيخ الحسين حمادي وعبد الكريم عسيلة ولقرع محمد الضيف والطيب أخيه ومرزوقي مرزوقي وغيرهم.
وفي شهر رمضان الموافق لشهر أفريل 1957 اكتشفت السلطات الفرنسية خلايا التنظيم المدني من خلال الدفتر الشامل لجميع خلايا وادي سوف لدى المناضل الشهيد البشير غربي، فكان ذلك نكسة كبيرة من نتائجها ما عرف بمجازر رمضان بوادي سوف والتي راح ضحيتها أكثر من 120 شهيدا كانوا أعضاء بالتنظيم المدني لجبهة التحرير الوطني.
في بلدية النخلة أعدمت السلطات الفرنسية 12 مناضلا بعد تعذيب مر طالهم في مراكز التعذيب كحوش البشع وديار بريدو، ونفي الشيخ الحسين حمادي رئيس التنظيم بالمنطقة من طرف قائد (لاصاص) بالرباح (كورنبوا) إلى تونس في 19 جوان 1957. وبهذا تكون بلدية النخلة قد قدمت 35 شهيدا موزعين بين مجاهدين حملوا السلاح ومناضلين دعموا الثورة.

## الفلاحة ببلدية النخلة
تعتبر بلدية النخلة بلدية فلاحية ورعوية، بحيث تستقطب الفلاحة حوالي نصف اليد العاملة، وقد كانت الفلاحة على عهد الآباء والأجداد ترتكز في إبداع وإنشاء الإيطان التي تعتمد على السقي الذاتي (البعلي)، فأنشؤوا بذلك ثروة عظيمة من النخيل بلغت 19256 نخلة مثمرة بـ 124 غوطا.
يعتبر الغوط في بلدية النخلة مظهرا اقتصاديا بحيث كان مصدر الرزق الوحيد قديما، كما يعتبر مظهرا سياحيا ما زال آية في الروعة والجمال.
ورغم ما لحق بالغوط من مآسي في السنوات السابقة والتي تمثلت في ظاهرة صعود المياه حيث فقد الفلاح شيئا من نخيله، إلا أن الدولة الجزائرية وضعت حلا جذريا لهذه المشكلة بعملية عرفت باسم (دفن الإيطان)وأرجعت الروح من جديد لمعظم الإيطان ببلدية النخلة.
وبعد كارثة صعود المياه فكر المسؤولون في حل بديل لغراسة النخيل وتطوير الإنتاج الفلاحي بالمنطقة عموما، فأنشؤوا محيطين للامتياز الفلاحي وعدة محيطات فلاحية عادية غرست بها أكثر من 3000 نخلة مسقية، كما اكتشفت طريقة الرش المحوري التقليدية (صناعة محلية) التي أحدثت ثورة في عالم إنتاج البطاطس الذي قدر بـ 80250 قنطار سنة 2007، كما ساهمت في إنتاج الفول السوداني من النوعية الممتازة.
أما الإنتاج الحيواني فقد سجلت ببلدية النخلة أكثر من 500 رأس من البقر، و700 رأس من الإبل، و 22690 رأس من الغنم، هذا فضلا عما يملك المواطنون من رؤوس للماعز في كل بيت تقريبا.

## التربية والتعليم ببلدية النخلة
بدأت حركة التربية والتعليم بالنخلة إبان الفترة الاستعمارية للجزائر بفتح المدارس الحرة والمدارس القرآنية، فقد أسس الشيخ محمد بن ماضي المدرسة القرآنية بمسجد الشادلي بحي النخلة الشمالية حوالي سنة 1918، ثم أسس الشيخ علي بن حمادي مدرسته القرآنية بمسجد الشيخ الحسين بحي النخلة الشرقية حوالي سنة 1921، والتي تولى تسييرها والتدريس بها فيما بعد نجله الشيخ الحسين حمادي سنة 1940، كما أسس الشيخ محمد كنيوة المدرسة القرآنية بمسجد النخلة الغربية حوالي سنة 1926، وأسس الشيخ الهادي عمامرة مدرسة قرآنية أخرى بمسجد الخبنة العتيق حوالي سنة 1943، وقد قامت هذه المدارس بدور رائد في تحفيظ القرآن ومبادئ اللغة والحساب، كما هيأت الطلبة للبعثات الطلابية إلى جامع الزيتونة المعمور وزوايا العلم بالجنوب التونسي مثل زاوية سيدي إبراهيم بـ نفطة وزاوية سيدي المولدي بـ توزر، كما عملت على محوالأمية وتنوير الشعب والحفاظ على هويته في ظل وجود مستعمر شرس هدفه القضاء على الشخصية العربية الإسلامية الجزائرية.
وفي سنة 1959 انطلقت الأشغال لبناء أول مدرسة رسمية، حيث فتحت أبوابها لاستقبال الطلبة في الموسم الدراسي 1960/1961 تحت اسم المدرسة الابتدائية للفتيان بالنخلة، وقد التحق بها 50 تلميذا آنذاك من جهات متعددة منها جميع أحياء بلدية النخلة والعقلة والعقيلة، والعدد قليل ويرجع ذلك إلى تخوف المواطنين من المدرسة الفرنسية واعتبارها مدرسة دخيلة، خاصة وأن الكثير من معلميها فرنسيين وعلى رأسهم المعلم Vert Jean.
وعندما استقلت الجزائر في 05 جويلية 1962 بذلت الدولة الجزائرية جهودا ضخمة لإيصال المدرسة لكل حي وقرية، كما عملت على تكوين الإطارات الجز ائرية التي حلت محل الأجانب في السنوات الأولى بعد الاستقلال.
وقد كان نصيب بلدية النخلة في التربية والتعليم حاليا:
ثماني مدارس ابتدائية، وثلاث متوسطات، وثانوية واحدة، ومركز للتكوين المهني.
أما النتائج الدراسية فكانت باهرة جدا، حيث رتبت الثانوية المتعددة الأطوار بالنخلة في الدرجة الأولى وطنيا للموسم الدراسي 2008/2007 من ضمن 73 ثانوية متعددة الأطوار بالجزائر.
وعلى المستوى الولائي (ولاية الوادي) فكانت نتائج شهادة التعليم المتوسط لا تخرج عن ترتيب العشر الأوائل.

## الثقافة ببلدية النخلة
شهدت بلدية النخلة نهضة ثقافية كبيرة كانت مقوماتها الأولى المدارس الحرة والمدارس القرآنية في بدايات القرن التاسع عشر كذا الرحلات العلمية والثقافية المتبادلة بين زوايا ومدارس القطر التونسي خاصة جامع الزيتونة وبقيادة شيوخ أفاضل ورجال علم أمثال الشيخ علي بن حمادي والشيخ محمد بقاص والشيخ الحسين حمادي والشيخ عبد الكريم عسيلة والشيخ محمد بن ماضي والشيخ محمد بن كنيوة والشيخ الهادي عمامرة وغيرهم كثير، ثم جاء الجيل الثاني الذي قاد حركة التعليم والثقافة وتفانى في تنوير أبناء المنطقة أمثال الفاضل سي عبد الرزاق بقاص والطالب عمارة دبيلي المدعو (عمارة بلميعادي).
كل هؤلاء كان إنتاجهم الثقافي تكوين جيل متعلم مثقف قاد الحركة العلمية والثقافية في زمن ما بعد استقلال الجزائر، ويواصل مهامهم اليوم جيل شاب استفاد كثيرا من تجاربهم وحافظ على منهجهم، واستفاد من المنهج الثقافي الجديد للدولة الجزائرية وما تقدمه لدعم القطاع الثقافي من خلال الجمعيات الثقافية والهيئات العامة لقطاع الثقافة، فأصبحت الثقافة اليوم تسير وفق مناهج حديثة أساسها التنظيم والبرمجة الثقافية، وكان من ثمار ذلك عدة تظاهرات ثقافية ميزت بلدية النخلة مثل ملتقى الشباب والحضارة الذي كان يلتئم أواخر الثمانينات وأوائل التسعينات من القرن الماضي، وعيد النخلة، ومعرض النخلة ومشتقاتها، والأنشطة السنوية المتعددة الخاصة بشهر رمضان، إضافة إلى مجموع التظاهرات الموسمية التي تحيي مناسبات وطنية ودينية مختلفة.
وقد برزت بتراب البلدية عدة جمعيات فاعلة مثل جمعية الكوثر وفرقتها الفنية الشهيرة فرقة الكوثر، ونادي الواحات الذي نشط كثيرا في ميدان المسرح، وجمعية السلام، ولا ننسى الدور الكبير الذي لعبه بيت الشباب بالنخلة من خلال برامجه المختلفة الموجهة للشباب.
كما تزخر بلدية النخلة اليوم بطاقة شبانية فاعلة تبدأ من براعم الكشافة إلى كبار من برزوا في الميدان الثقافي والعلمي، لنجد بتراب البلدية أساتذة بمختلف معاهد جامعة الوادي ومدراء لهذه المعاهد أمثال: الأستاذ السعيد عقيب والأستاذ علي قابوسة، والأستاذ علي ذهب، والأستاذ عبد الناصر حميداتو.
وقد عرفت بلدية النخلة بطفرتها في الفن التشكيلي حيث انتعش هذا الفن بمجهود مجموعة شبانية تركت بصمتها داخل ولاية الوادي وخارجها أمثال: الفنان التشكيلي بن علي محمد الصالح، وعبد الرحمان قرح، وبوغزالة حمد علي، وعلي كروش، وإبراهيم بلهادي، وبوبكر عقيب...
كما ساهمت بلدية النخلة في إثراء المكتبة الوطنية والمحلية بعدة إصدارات وكتب مطبوعة للأستاذ بن علي محمد الصالح، ومجموعة من المحاضرات المطبوعة هنا وهناك ومخطوطات لكل من الأستاذين السعيد عقيب وعلي قابوسة.
أما في الفنون الغنائية فقد عرف الفنان المتألق خضرة أحمد، وعودة فرقة الكوثر الفنية من جديد على يد مجموعة من الشباب.
أما الشعر في بلدية النخلة فله نوعين: الشعر الفصيح الذي تألق فيه الشاب بن حمدة صالح وحسن لقرع، والشعر الشعبي فرواده كل من أحمد بن بلقاسم اللبيكي، محمد سويعي اللوزي، الساسي حمادي، عبد الله بلوحيدي، قدور بن التومي، محمد الكبير بن سعد الدبار، لخضر طريلي، مريم لعبيدي، إبراهيم الترهوني (رضواني)، عبد القادر بركة، لخضر عطية، علي شوشاني، قرداش، أحمد شويرف، والنوري عبد العالي...

## السياحة ببلدية النخلة
عندما تقصد بلدية النخلة انطلاقا من (العواشير) أي الطريق الولائي 405 فإن الإحساس الغريب الذي تحسه وأنت على السيارة وكأنها تحلق بك إلى أفق لا متناهي في أول مرتفع بديع يوصلك إلى ربوة تشرف على غيطان النخيل وحي العواشير و(الفطاحزة)، إنها لحظات جميلة، وتزداد جمالا عندما تصل إلى ذلك المنعرج البديع (دورة الفلاوين)أو (دورة بريدو) حيث تطل على أفق مفتوح تغطيه زرقة السماء الصحراوية الصافية التي تحجبها أحيانا خضرة قاتمة تتهادى بنسمات ساخنة، إنها مظلات النخيل الباسقة التي تعانق (صحن الخبنة) وحين تلوح بنظرك بعيدا ناحية الشرق تقابلك كثبان رملية ضخمة وكأنها الحارس الملازم لمكانه خوفا من ضياع إرث كبير، وعندما تلتفت غربا تواجهك بيوت جبسية قديمة ومساكن اسمنتية تتناثر على سطح رملي فسيح ينتهي بك إلى منحدر عجيب ترى منه بلدة النخلة وهي تنام في جيب سحيق بين بحر من الرمال يعلوها جريد النخيل الذي يلازم كل بيت، وتلك المآذن التي تتعالى لتعانق زائر بلدة النخلة من (طلعة فقير)، وعلى الأرض تحييك أشجار (الكاليتوس) تلك التي اعتنى بها فلاح بسيط بإمكانياته الذاتية، ثم يحتضنك بيت الشباب حيث يبيت الزائر المندهش بروعة المكان وسحر البساطة وصدق الحكماء حين قالوا: سر الجمال في البساطة.
وعندما تصل الأحياء السكنية يتوزع انتباهك بين المتحرك والساكن، بين الجميل المحسوس والجميل الذي لا يبدو جماله لمن تعود عليه، فأول الجمال الكل يحييك بتحية السلام وكأنه مرشد سياحي، ولو سألته عن المعالم السياحية في البلدة لأجابك لا يوجد لدينا معالم غير كثبان الرمال وغيطان النخيل وينسى أن يصف لك مناطق أخرى يحلم أهل المدن برؤيتها.
فأولها: غروب الشمس وهي تتسلل بين سعف النخيل وتودع رؤوس الكثبان الرملية في مشهد ينتظره الكثيرون لأخذ صورة له في يوم صاف جميل.
وثانيها: منحدر حي النخلة الغربية الذي ينقلك في لمحة البصر إلى مدينة غرداية في تشابه يكاد يصل التطابق.
وثالثها: الهندسة المعمارية المميزة للبلدة والتي تعتمد على الجبس الأبيض الذي تشرب بلون الحمرة والصفرة المتولدة عن قطرات المطر الشحيحة في المنطقة، والمتوجة بقباب نصف دائرية و(دمسة) تنام على جدارن وحدتها الأساسية حجر (التافزة)
ورابعها: غيطان النخيل التي تحيط بالبلدة وتمثل المظهر الفلاحي والاقتصادي والثقافي والسياحي لها.
وخامسها: منعرجات حي النصر التي تتعالى فجأة من الوادي السحيق إلى ربى تشرف على بلدة النخلة والرباح والعقلة، فتشعر بالخيلاء وأنت أكثر ارتفاعا من النخيل.
وسادسها: تلك الطرق والمسالك التي تخترق جزءا من العرق الشرقي الكبير، تترامى على أطرافها محاور البطاطا وبساتين الزيتون في (صحن العلوشة) و(محيط الغزالة) و(طريق أبقام) الذي ينتهي بالمنطقة الأثرية الرومانية المغمورة تحت الرمال (سندروس) نسبة إلى القديسة الرومانية (سانت روز) فترى جنات من الاخضرار فوق بحر لجي من الرمال.
وسابعها: معالم حديثة وتحف معمارية بديعة كقبة مفترق الطرق وبجانبها مبنى ثانوية النخلة بشكله الفني المميز وزاده جمالا مبنى حديقة البلدية الذي يقابله ويكمل له ما شابه من نقص.

## الرياضة ببلدية النخلة
بدأت الرياضة ببلدية النخلة منذ زمن بعيد زمن الآباء والأجداد برياضات تقليدية وألعاب شعبية لرياضة الفكر، ولعل أهم الرياضات قديما اللعبة الشهيرة (كرة القوس) وهي شبيهة بلعبة كرة القدم الحالية، لكنها تختلف عنها من ناحية الوسائل والعتاد، كما تختلف عنها في التسيير والقوانين والتحكيم. فالكرة في هذه اللعبة مصنوعة من شعر الماعز، أما مضرب الكرة فهو قوس من جريد النخيل وعادة ما يختار من جريد (تكرمست) أو (تنسين) حتى يكون متينا وشديد الصلابة، ولا تلمس الكرة إلا بهذا القوس وإلا اعتبر ذلك خطأ يستوجب معاقبة المخطئ، أما الملعب فهو ساحة واسعة يختارها الفريقين ليتم فيها (الترحيل) أي الذهاب بالكرة بعيدا إلى آخر حدود الملعب المتفق عليه ليسجل بذلك الفوز الساحق للفريق الذي رحّل الكرة إلى طرف الملعب، تلعب هذه اللعبة عادة في فصل الخريف حيث تنتعش بلدة النخلة بمحصول التمر من مختلف الأنواع وينزل أهل البادية إلى الحاضرة وتنخفض درجة الحرارة بهبوب الرياح الخريفية المنعشة التي تعرف بـ (الهبهوب).
ومن الألعاب الرياضية الفكرية الشهيرة (الخربقة) وهي شبيهة إلى حد بعيد بلعبة الشطرنج و(الخطيوة) التي تشبهها كثيرا، هذه أشهر ألعاب الكبار، أما ألعاب الأطفال فهي كثيرة جدا يصعب عدها لكن أشهرها على الإطلاق (الحليلة) و(الردّاية) و(الغمّيضة) و(اللقفة) و(السرسيبة) التي تشبه كثيرا لعبة التزحلق على الثلج، والفرق بينهما أن السرسيبة هي تزحلق على الرمال بواسطة قطعة جلد صقيلة وملساء.
وبتطور الحياة ظهرت الرياضات الحديثة وتربعت على العرش كرة القدم التي شيدت لها الملاعب فأصبح لكل حي بالنخلة ملعبه الخاص (الماتيكو) أو ساحة لعب على الرمل بأطراف الأحياء الشعبية، أما سيد كل هذه الملاعب فهو الملعب البلدي الذي يستقبل الوافدين على البلدة في مدخلها الشمالي.
أما الفرق الرياضية فلكل حي فريقه وتلتقي هذه الفرق في لقاءات تنافسية سنوية تعرف بالدورات الرياضية الصيفية التي تبرز المواهب والطاقات التي يتدعم بها الفريق البلدي، هذا الفريق الذي وصل إلى نتائج رياضية هامة منها فوزه بكأس الولاية سنة 1993، وفي سنة 1996 حصل مراتب مشرفة في هذا الكأس ولجميع أصناف الفريق (أصاغر، أشبال، أواسط، أكابر)، وشارك لأكثر من عشر مرات بالبطولة الجهوية بورقلة، أما سنة 2009 فقد لفت هذا الفريق انتباه الجميع بوصول أصنافه الأربعة (أصاغر، أشبال، أواسط، أكابر) إلى نهائي كأس الولاية ورغم تعثره وعدم حصوله على الكأس فقد كان الفريق وبجميع أصنافه نموذجا للخلق الرياضي الرفيع والروح الرياضية التي لا حدود لها. ولا ننسى نادي السهم بالخبنة الذي تخصص في كرة اليد والكرة الطائرة وألعاب القوى وإفتك لنفسه مكانا مرموقا في ولاية الوادي والوطن عموما.